# 夏威夷砂棲唇魚
夏威夷砂棲唇魚，為輻鰭魚綱鱸形目隆頭魚亞目隆頭魚科的其中一種，分布於中太平洋區的夏威夷群島海域，棲息深度7-18公尺，體長可達9.4公分，棲息在開放的沙底質海域，以浮游生物為食，生活習性不明。